# Daniel Landolf
Daniel Landolf (* 31. Dezember 1959) ist ein Schweizer Manager und Betriebswirtschafter und war von 2001 bis 2018 Mitglied der Konzernleitung der Schweizerischen Post.

## Leben
Landolf studierte in Bern Betriebswirtschaft und in Zürich Geschichte. Er begann seine berufliche Karriere im Devisenhandel bei der Schweizerischen Kreditanstalt Credit Suisse. Später war er in verschiedenen Marketingfunktionen bei den schweizerischen Post-, Telefon- und Telegrafenbetrieben tätig.
Als Mitglied der Konzernleitung der Schweizerischen Post war er ab 2001 verantwortlich für den Konzernbereich Personenverkehr und dessen Tochtergesellschaften in der Schweiz sowie in Frankreich und im Fürstentum Liechtenstein. Er war Vizepräsident des Verwaltungsrats der Sensetalbahn AG.
Ebenfalls war er Mitglied der Verwaltung der Schweizer Reisekasse (Reka), Mitglied im Ausschuss und Vorstand des Verbands öffentlicher Verkehr (VÖV), Mitglied des geschäftsleitenden Ausschusses und des Vorstandes der LITRA Informationsdienst öffentlicher Verkehr, Vorstandsmitglied der Schweizerischen Verkehrswirtschaftlichen Gesellschaft, Ferner war er Mitglied der Schweizerische Public Affairs Gesellschaft (SPAG).
Im Zusammenhang mit Anschuldigungen betreffend mutmasslich zu hohen bezogenen Abgeltungen bei der PostAuto Schweiz AG zog er den bereits 2015 auf Ende April 2018 geplanten vorzeitigen Ruhestand auf Februar 2018 vor. Im Februar 2019 wurde bekannt, dass gegen ihn und weitere Postkader in diesem Zusammenhang ermittelt wird. Es gilt die Unschuldsvermutung. Aufgrund von gravierenden Verfahrensmängeln erklärte das Wirtschaftsstrafgericht des Kantons Bern im Dezember 2020 sämtliche Untersuchungsergebnisse des fedpol für nichtig, da es ohne gesetzliche Grundlage eine Privatperson als Untersuchungsleiter eingesetzt hat. Das fedpol legte daraufhin Beschwerde beim Berner Obergericht ein. Dieses entschied im Mai 2021, nicht auf die Beschwerde einzutreten. Im Februar 2021 wurde bekannt, dass das Bundesamt für Verkehr, welches 2018 die Anschuldigungen erhob, bereits 2013 die Pläne von Postauto kannte, eine Holdingstruktur mit Transferpreisen einzuführen, welche es Postauto ermöglicht hätte, die in den bundesrätlichen Zielen von der Post geforderten und vom Bundesamt für Verkehr als rechtswidrig bezeichneten Gewinne zu realisieren und diesen Zielkonflikt zu beheben. Ob die beanstandete Buchungspraxis von Postauto rechtswidrig war, ist bis heute ungeklärt.